# السنة الدولية للغات
أعلنت الجمعية العامة للأمم المتحدة عام 2008 سنة دولية للغات بموجب قرار اليونسكو.  كما أكد القرار من جديد ضرورة تحقيق التكافؤ الكامل بين اللغات الرسمية الست على المواقع الإلكترونية للأمم المتحدة.

## نشأة
كان الهدف من هذه السنة هو معالجة قضايا التنوع اللغوي (في سياق التنوع الثقافي)، واحترام جميع اللغات، والتعددية اللغوية. كما ناقش القرار قضايا اللغة في الأمم المتحدة نفسها. 
وكلفت اليونسكو بتنسيق الاحتفال بالسنة، وأطلقتها رسميًا بمناسبة اليوم العالمي للغة الأم، 21 فبراير 2008. 

## الاحتفالات
بالإضافة إلى الفعاليات الرسمية التي تديرها اليونسكو، قامت العديد من المنظمات الوطنية والأكاديمية وغير الحكومية برعاية الأحداث والمواقع الإلكترونية وغيرها من الاحتفالات بالسنة الدولية للغات. يحتوي موقع اليونسكو على قائمة بالمشاريع المقدمة من الأفراد والمنظمات.

## روابط خارجية
- صفحة بوابة اليونسكو: "2008، السنة الدولية للغات - اللغات مهمة!"
- صفحة بوابة الأمم المتحدة: "السنة الدولية للغات"
- صفحة ICVWiki الخاصة بـ "الشبكة العالمية للتنوع اللغوي" (Maaya) والتي تتضمن تقويمًا لأحداث السنة الدولية للتنوع اللغوي
- دعم السنة الدولية للغات 2008

## فهرس
- جوستس، بريجيت (2012): عام 2008: السنة الدولية للغة والقضايا الدولية في تعليم اللغات. في: فين 60، 14-47.